# Ocyale huachoi
Ocyale huachoi är en spindelart som först beskrevs av Cândido Firmino de Mello-Leitão 1942. 
Ocyale huachoi ingår i släktet Ocyale och familjen vargspindlar. Artens utbredningsområde är Peru. Inga underarter finns listade i Catalogue of Life.